# Aleksej Abrikosov
Aleksej Aleksejevitsj Abrikosov (Russisch: Алексей Алексеевич Абрикосов) (Moskou, 25 juni 1928 – Palo Alto, 29 maart 2017) was een Russisch natuurkundige die in 2003 de Nobelprijs voor Natuurkunde kreeg met Vitali Ginzburg en Anthony Leggett "voor hun pioniersbijdrage aan de theorie van supergeleiding en superfluïditeit".

## Biografie
Abrikosov werd geboren in Moskou als zoon van twee artsen, prof. Alexej Ivanovitsj Abrikosov en dr. Fani Wulf Abrikosova. Hij studeerde in 1948 af aan de Staatsuniversiteit van Moskou. Van 1948 tot 1965 werkte hij voor het USSR Academie van Wetenschappen, waar hij in 1951 promoveerde onder Lev Landau op de theorie van thermische diffusie in plasma's. In 1955 behaalde hij de graad van doctor van fysische en mathematische wetenschappen voor een thesis over de kwantumelektrodynamica bij hoge energieën.
In 1952 ontdekte Abrikosov de manier waarop magnetische flux een supergeleider kan binnendringen. Dit fenomeen staat bekend als Type-II supergeleiding. In tegenstelling tot Type-I supergeleiding die externe magnetische velden volledig buitensluiten en stoppen met supergeleiden als het veld toch binnendringt laten Type-II supergeleiders het veld binnen en kunnen grotere magnetische velden weerstaan.
Van 1965 tot 1988 werkte hij bij het Landau Instituut voor Theoretische Fysica, onderdeel van de USSR Academie van Wetenschappen. Daarnaast is hij sinds 1965 hoogleraar aan de Staatsuniversiteit van Moskou, diende hij van 1987 tot 1991 als lid van de USSR Academie van Wetenschappen en vanaf 1991 bij de Russische Academie van Wetenschappen.
Vanaf 1991 was Abrikosov op contractbasis ook werkzaam bij de Materials Science Division aan het Argonne National Laboratory in Illinois. Zijn onderzoek hier richtte zich op de oorsprong van magnetoresistantie, een eigenschap van bepaalde materialen waarbij hun weerstand voor een elektrische stroom verandert onder invloed van een magnetisch veld.

## Erkenning
Voor zijn wetenschappelijk werk werd Abrikosov onderscheiden met de Leninprijs (1966), de Fritz London Memorial Prize (1972) en de Staatsprijs van de Sovjet-Unie (1982). In 1989 ontving hij de Landau-prijs van de Russische Academie van Wetenschappen. Twee jaar later, in 1991, werd hij geëerd met de John Bardeen Award van de Sony Corporation.